# 根木昭 (文化政策学者)
根木 昭（ねき あきら、1943年1月11日-2016年5月16日）は、日本の文化政策学者。

## 経歴
岡山県出身。大阪大学法学部卒業。文部省に入り、文化庁などをへて1992年長岡技術科学大学教授、名誉教授、東京藝術大学教授、2010年名誉教授、昭和音楽大学教授。99年「我が国の文化政策の構造」で大阪大学法学博士。

## 著書
- 『日本の文化政策 「文化政策学」の構築に向けて』勁草書房 2001
- 『芸術文化政策 2　政策形成とマネージメント』放送大学教育振興会 2002
- 『文化政策の法的基盤 文化芸術振興基本法と文化振興条例』水曜社 2003
- 『文化行政法の展開 文化政策の一般法原理』水曜社 文化とまちづくり叢書　2005
- 『文化政策学入門』水曜社 文化とまちづくり叢書　2010

### 共著編著
- 『文化政策概論』垣内恵美子,枝川明敬,大和滋共著 晃洋書房 1996
- 『文化会館通論』垣内恵美子, 枝川明敬,笹井宏益共著 晃洋書房 1997
- 『美術館政策論』垣内恵美子,栗原祐司,枝川明敬,溝上智恵子共著 晃洋書房 1998
- 『田園の発見とその再生 「環境文化」の創造に向けて』垣内恵美子,根木修,大塚利昭共著 晃洋書房 1999
- 『文化財政策概論 文化遺産保護の新たな展開に向けて』川村恒明監修・著 和田勝彦共編著 東海大学出版会 2002
- 『文化政策の展開 芸術文化の振興と文化財の保護』編著 放送大学教育振興会 2007
- 『文化とまちづくり叢書 文化政策の法的基盤 公共ホールと劇場・音楽堂法』佐藤良子共著 水曜社 2013
- 『文化とまちづくり叢書 文化政策の法的基盤 文化芸術振興の基本法と条例』佐藤良子共著 水曜社 2013